# Teoria della razza dinastica
La teoria della razza dinastica è un'antica tesi che tentava di spiegare come l'antico Egitto predinastico fosse evoluto nella sofisticata monarchia dell'Egitto dinastico. La teoria si basava sulla supposizione che le antiche radici della civiltà dinastica egizia fossero state importate da invasori provenienti dalla Mesopotamia, che avrebbero fondato la I dinastia portando la loro cultura alla popolazione indigena. Questa teoria ebbe molti sostenitori nella comunità egittologa della prima metà del XX secolo, ma da allora ha perso buona parte del sostegno.

## Origini

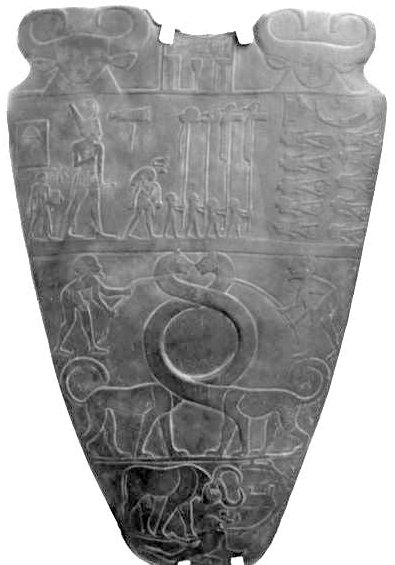
Paletta di Narmer con leoni. Egitto Protodinastico, I dinastia circa 3100 a. C.

All'inizio del XX secolo, l'egittologo Flinders Petrie scoprì che gli scheletri rinvenuti nei siti predinastici di Naqada (Alto Egitto) indicavano la presenza di due diverse stirpi, una delle quali fu definita "razza dinastica", o "Seguaci di Horus", che si differenziavano fisicamente per il fatto di avere una maggiore struttura ossea e capacità cranica. Petrie concluse che le differenze fisiche dei resti, unite allo stile delle sepolture, in precedenza sconosciuto, alla struttura non tipica delle tombe e all'abbondanza di artefatti stranieri, dimostravano che questa stirpe era composta da invasori, responsabili dell'apparente improvvisa nascita della civiltà egizia. Le prove su cui si basò Petrie furono gli stili architettonici mesopotamici a nicchie, lo stile delle ceramiche e i sigilli cilindrici, oltre che sulle numerose pitture rupestri predinastiche che raffiguravano barche in stile mesopotamico. Per questo Petrie dedusse la provenienza degli invasori dalla Mesopotamia, e che questi si fossero imposti sui nativi Badari diventandone i re. Questa teoria divenne nota col nome di “Teoria della razza dinastica” La teoria sosteneva anche che i mesopotamici conquistarono sia l'Alto che il Basso Egitto, fondando la I dinastia. Siti funerari della prima dinastia, e siti predinastici simili a quelli di Naqada, furono trovati ad Abido, Sakkara e Hieraconpolis.

## Declino della teoria

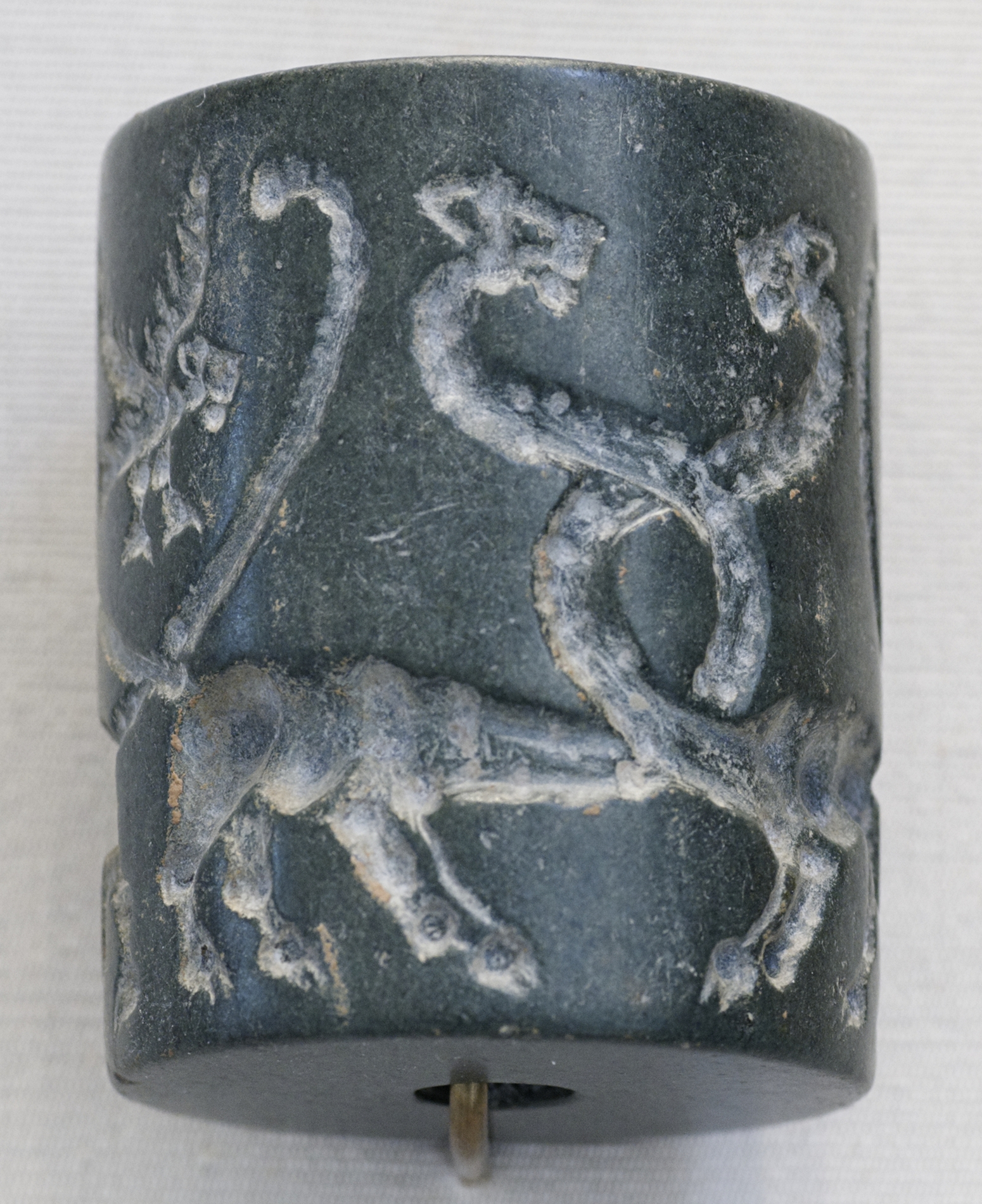
Cilindro con leoni proveniente da Uruk (Mesopotamia) risalente al periodo 4100 a. C. - 3000 a. C.

Nonostante sia assodato che le culture di Naqada II e dell'inizio del periodo dinastico attinsero molto dalla civiltà mesopotamica, la "teoria della razza dinastica" non è più accettata nel campo dell'archeologia predinastica. Sebbene non sembri esistere una frattura netta della cultura indigena tra Naqada I e Naqada II che indichi l'arrivo di un popolo invasore che soppiantò gli indigeni, l'alto livello di differenziazione genetica delle due culture fa ipotizzare una forte immigrazione dalla regione di Abido della valle del Nilo. Queste assimilazioni sono molto più antiche del periodo di Naqada II, il quale presenta un elevato grado di continuità con il Naqada I, e i cambiamenti che avvennero nei periodi Naqada richiesero molto tempo. La "teoria della razza dinastica" è stata ampiamente sostituita da una teoria secondo cui l'Egitto fu un sultanismo.

## Prospettiva afrocentrica
Negli anni cinquanta, quando la teoria della razza dinastica era largamente accettata dagli studiosi, l'egittologo senegalese Cheikh Anta Diop andava pubblicizzando la propria teoria secondo la quale gli egizi erano neri africani. Diop «si interessò in modo particolare alla nascita della teoria della razza dinastica», sostenendo che gli studiosi europei accettavano questa teoria per non dover ammettere che gli egizi erano neri, potendoli quindi supporre semitici o caucasici. Altri famosi afrocentristi, tra cui Martin Bernal, si schierarono in seguito contro la "teoria della razza dinastica", sostenendo l'ipotesi degli "egizi neri". Gli afrocentristi condannarono in modo particolare la suddivisione degli africani in gruppi etnici, etichettandola come nuova versione della teoria della razza dinastica o dell'ipotesi camitica.

## Versioni moderne della teoria
Dopo i primi sostenitori della teoria, come L. A. Waddell e Walter Bryan Emery, ex titolare della cattedra di egittologia presso lo University College (Londra), studiosi successivi, come David Rohl e Michael Rice, hanno avanzato tesi a supporto dell'origine mesopotamica degli antichi egizi dinastici.
Secondo l'egittologo David Rohl «esistono poche prove che attestino l'esistenza di un re e dei suoi rituali molto prima dell'inizio della prima dinastia; nessun segno del graduale sviluppo della lavorazione del metallo, dell'arte, dell'architettura monumentale e della scrittura – criteri che definiscono l'inizio delle civiltà. Molto di quello che sappiamo dei faraoni e della loro complessa cultura sembra derivare da un lampo di ispirazione». Rohl crede che il catalizzatore di questo improvviso sviluppo sia l'influsso di una "élite straniera" mesopotamica, che si spostò in Egitto, navigando lungo la costa della penisola araba fino al mar Rosso, per poi trasportare le navi oltre il deserto fino al Nilo. Rohl pone l'attenzione su numerose incisioni rupestri predinastiche rinvenute in numerosi luoghi da Wadi Abbad ad Abido, che raffigurano grandi barche in stile mesopotamico con equipaggi formati anche da 75 persone, alcune delle quali sembrano essere state trascinate sulla terra. Rohl crede che la prova più evidente per supportare questa teoria sia l'improvvisa introduzione delle facciate architettoniche a nicchie trovate in molti siti predinastici, tra cui Abido e Sakkara. Egli afferma: «È altamente improbabile che queste speciali tecniche edilizie si siano sviluppate in modo indipendente in due regioni molto distanti, quasi contemporaneamente e senza rapporti culturali».
Oltre alle prove a disposizione di Petrie e degli altri, coloro che sostengono questa teoria citano altre somiglianze nei nomi delle divinità e nei luoghi di interesse religioso delle due civiltà, e nell'aspetto delle offerte. Ad esempio, il luogo della creazione per gli egizi fu chiamato isola di Nun, ed era circondato dalle acque di Nun, mentre il nome sumero del grande tempio della loro città d'origine, Eridu, era Nun.ki (il palazzo potente) ed era eretto su un'isola in un canneto paludoso. Molti studiosi hanno anche fatto notare che il nome Osiride è una pronuncia greca, e che il dio era in origine chiamato Asar in egiziano, e il dio sumero della zona di Eridu si chiamava anch'esso Asar (il babilonese Marduk).